# Uvariodendron usambarense
Uvariodendron usambarense là một loài thực vật thuộc họ Annonaceae. Đây là loài đặc hữu của Tanzania.